# 京津唐电网
京津唐电网是覆盖北京市、天津市、河北省北部的电网。现由国网北京市电力公司、国网天津市电力公司、国网冀北电力有限公司组成，为国网的组成部分。

## 历史
1888年外商与清政府开始在该区域办电，均为低温低压的火电小机组。每座发电厂均独立运行，供电范围有限。
1940年2月1日华北电业股份有限公司在北平成立；天津电业股份有限公司改称华北电业股份有限公司天津分公司。1941年筹建石景山发电厂六号机组（2.5万千瓦中温中压汽轮发电机组），1946年投产发电。1941年12月完成天津一电厂——塘沽77千伏线路。1942年2月完成天津——北平南苑变电站77千伏线路；并在南苑变电站建成电网调度机构——中央给电所，天津一厂与北平电网并网运行。1943年4月，塘沽——唐山77千伏线路建成，实现了京津唐地区联网运行，中央给电所迁入北平市府右街，负责京津唐电网的调度指挥。至此京津唐电网正式形成。
1945年抗战胜利後，国民政府接收了华北电业股份有限公司，改为冀北电力公司。
1949年中华人民共和国成立时，京津唐电网装机容量25.89万千瓦，77千伏线路350.1km为北平发电所-南苑-宜兴埠-天津第一发电所-塘沽-汉沽-唐山发电所；22-35千伏输电线路839.31km。一五计划期间，扩建了石景山电厂、通州电厂、天津一厂等。1955年12月官厅水电站第一台机组1万千瓦并网。1955年建成下花园电厂至官厅水电厂的110伏下官线，官厅水电厂至北京东北郊变电站的110千伏官京线。二五计划期间，扩建了石景山、天津一厂、唐山、下花园等电厂，新建了北京东郊、五〇七、保定3座热电厂和高井、承德滦河电厂，首次出现了热电联产、高温高压机组，单机容量达到了10万千瓦，到1960年，110千伏线路连接到张家口、保定、廊坊、秦皇岛、承德地区。1964年，中国政府效仿苏联在一些行业的托拉斯经营办法，成立12家托拉斯。其中，水利电力部成立京津唐电力公司。六七十年代，新建了唐山陡河、天津大港、京西等骨干电厂，扩建了老厂。1971年建成北京高井电厂至天津白庙变电站的220千伏线路。1973年8月22日，周恩来总理在人民大会堂接见北京市、水电部、北京电力工业局负责人时，对确实保证首都用电做了重要指示“要把首都电网建成安全稳定的电网”。1976年改称京津唐电网中心调度所，直接统一管理控制北京、天津、冀北地区的负荷，按照全网保首度、北京保政治用电和主要用户用电的原则，统一安排部署电网的运行方式，确保首都政治用电万无一失。1980年华北电管局成立，1980年12月23日成立华北电网总调度所兼京津唐电网中心调度所职能。到1980年，形成了东至秦皇岛，西至张家口，北至承德，南至高碑店的220千伏的电网。1984年12月建成了大同二电厂至房山的500千伏双回的大房线和房山至天津北郊的房津线。1986年建成220千伏双环网。1981年3月至1987年7月，先后与冀南电网、山西电网、蒙西电网联网。1991年投产了张家口沙岭子至昌平的沙昌一回线。九十年代，建成了张家口电厂、秦皇岛热电厂、十三陵抽水蓄能电厂、天津盘山电厂、石景山热电厂，“西电东送”的内蒙古达拉特电厂、丰镇电厂等。到2002年底，拥有10万千瓦以上电厂32座，装机容量1992.11万千瓦，由电网直接调度管理；500千伏线路24路长3340.62km，形成了500千伏双环回路。冀北五个地区（张家口、承德、秦皇岛、唐山、廊坊）的供电网络是与京津唐电网一体发展起来的，没有行政区域间的网间界面，网架结构十分紧密。